# Жирардо, Жорж
Жорж Мари Жюльен Жирардо (фр. Georges Marie Julien Girardo; 4 августа 1856, Безансон — 21 апреля 1914, Париж) — французский художник.

## Биография
Родился в 1856 году в Безансоне. Учился живописи в Париже у художника Альбера Маньяна. В дальнейшем жил и работал в том же городе. Писал исторические и жанровые сцены, ню и пейзажи.
Начиная с 1882 года регулярно выставлял свои работы на Салоне Общества французских художников. В 1893 году его картина «Охота» удостоилась почётного упоминания жюри Салона; в 1886 году за «Проповедь и чудеса святого Максимина» получил медаль Салона третьей степени, а в 1907 году — медаль второй степени за картину «Боги уходят».
Жирардо был действительным членом Общества французских художников (с 1883 года) и членом-корреспондентом Академии наук и искусств Безансона (с 1907 года).
Скончался Жирардо в 1914 году в Париже.

## Галерея

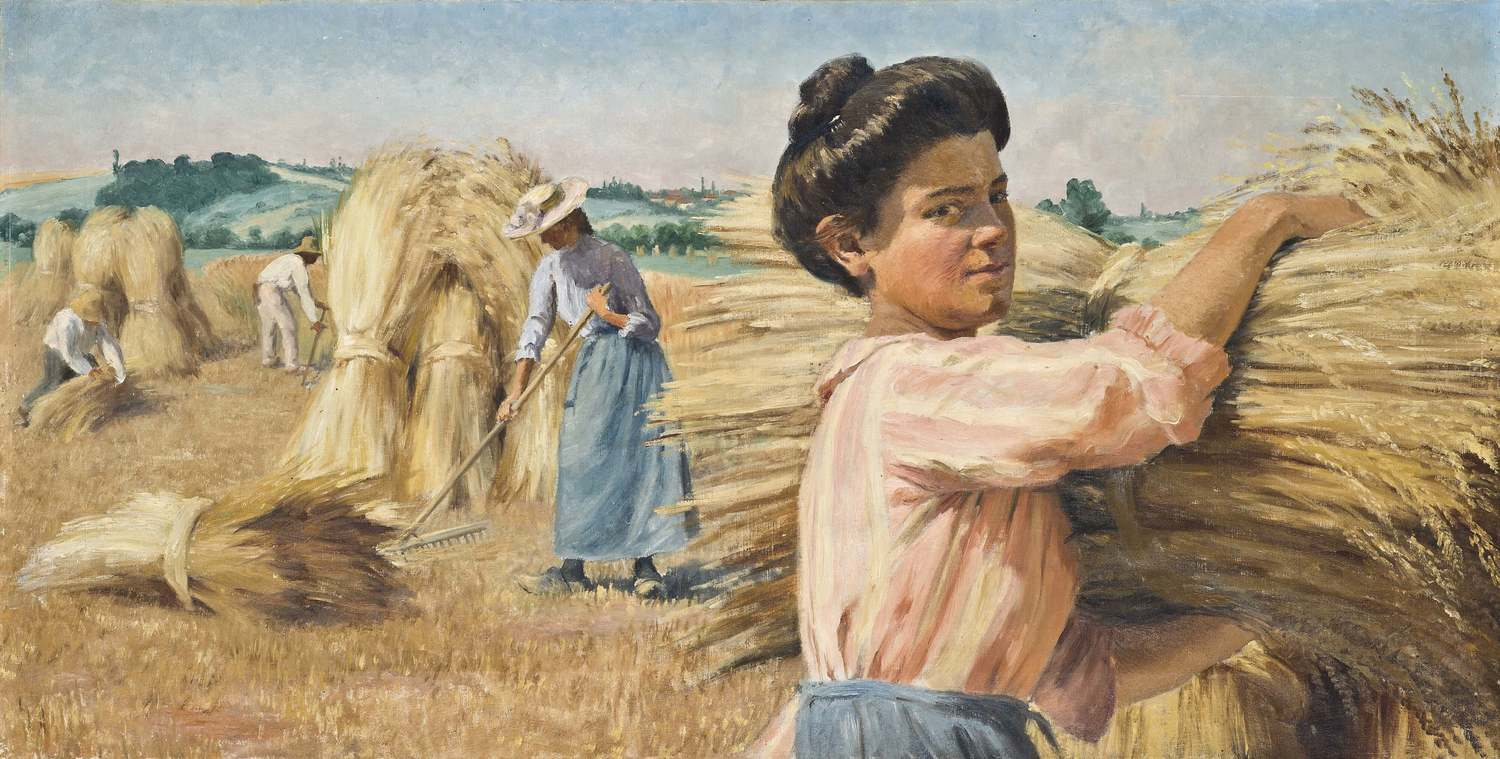
Урожай
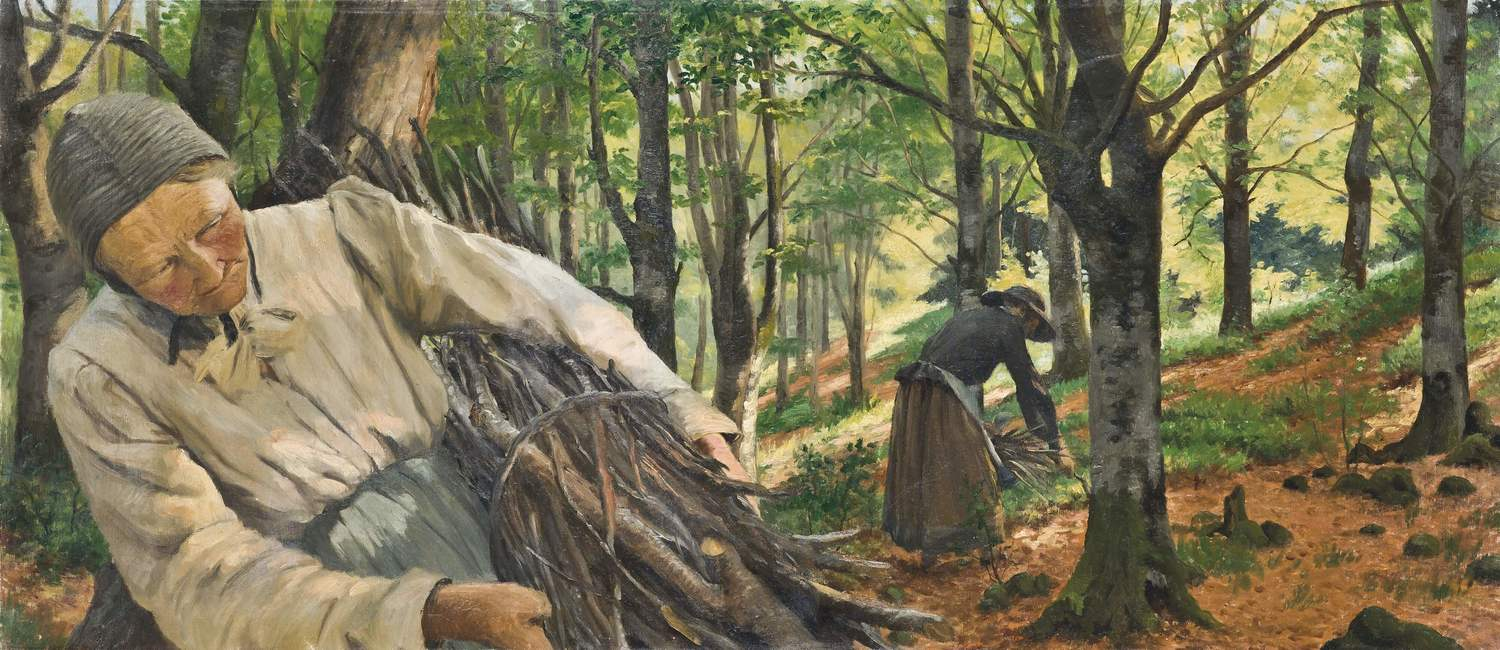
Сборщицы хвороста
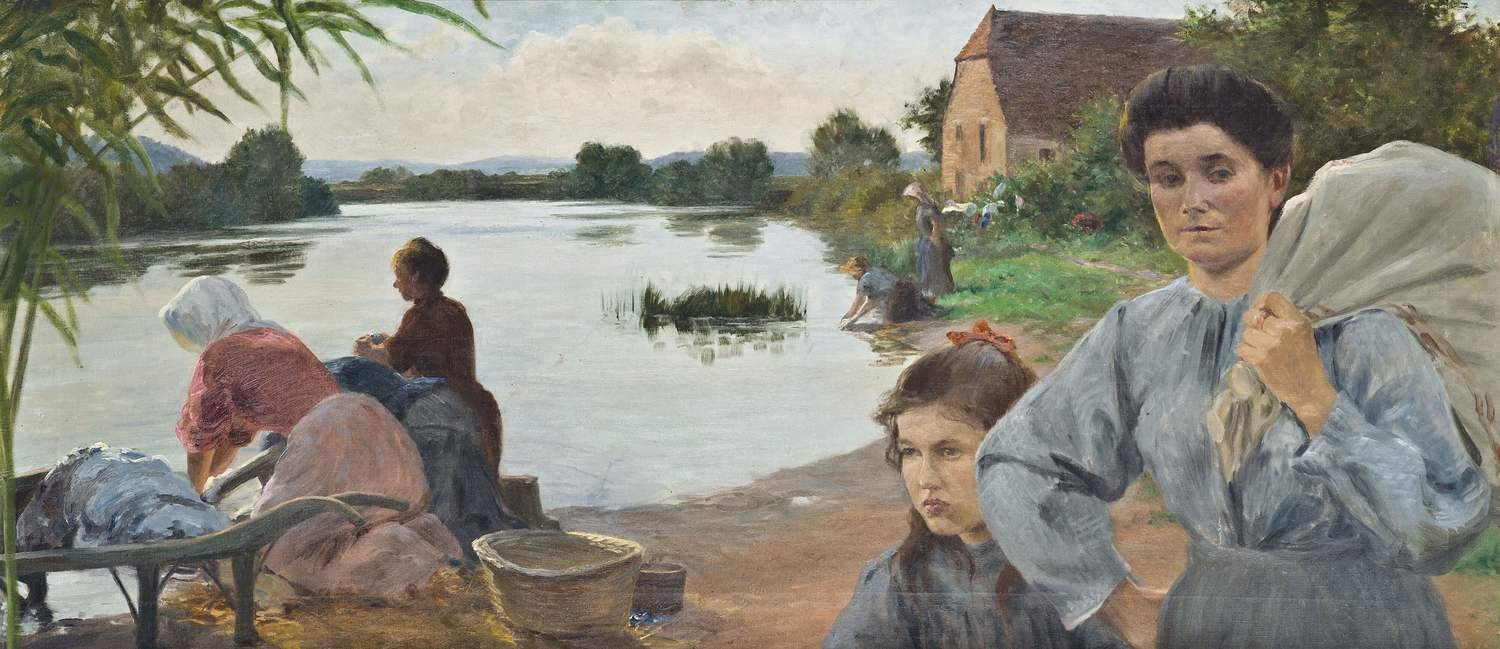
Прачки
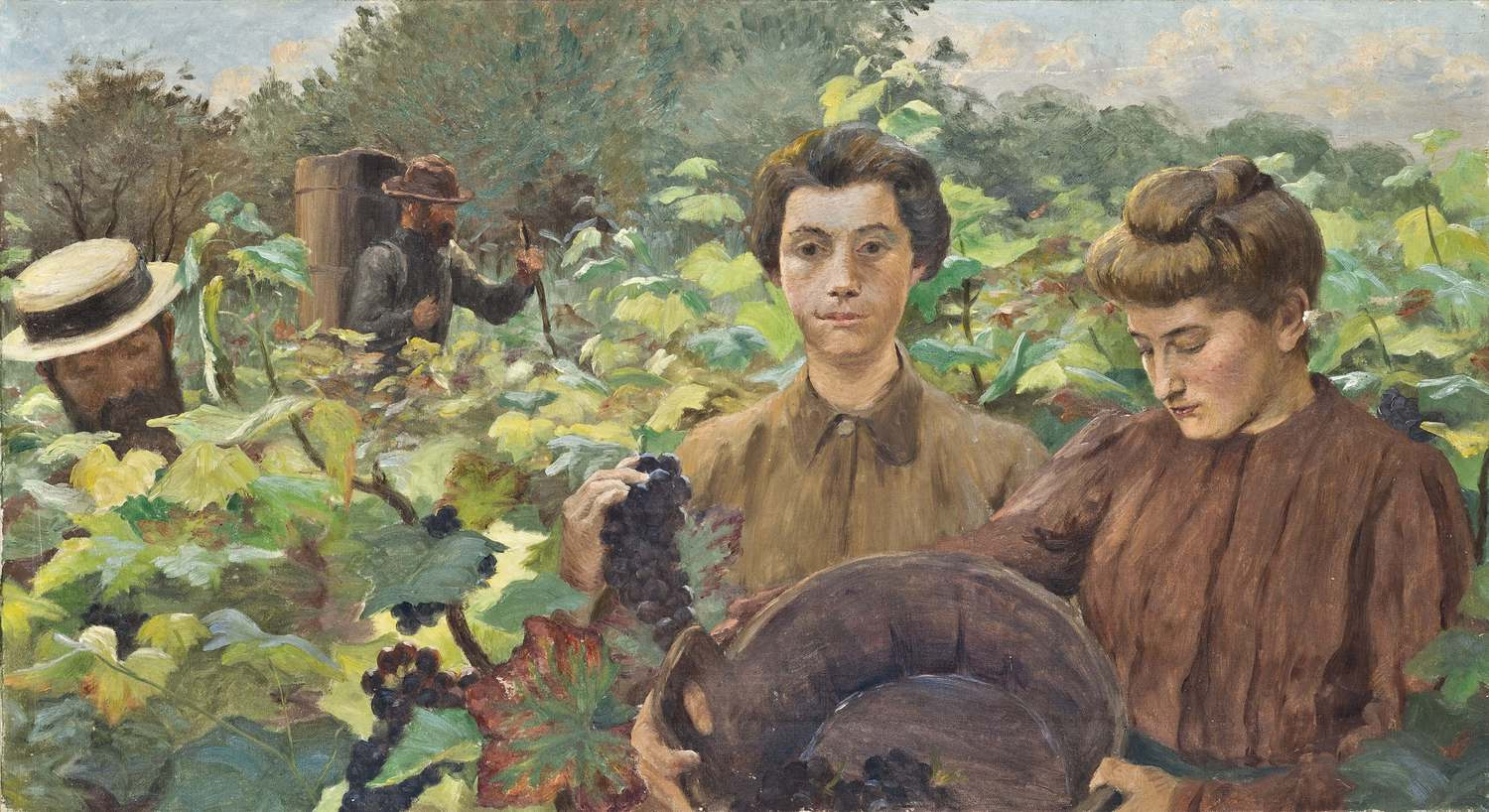
Сбор винограда
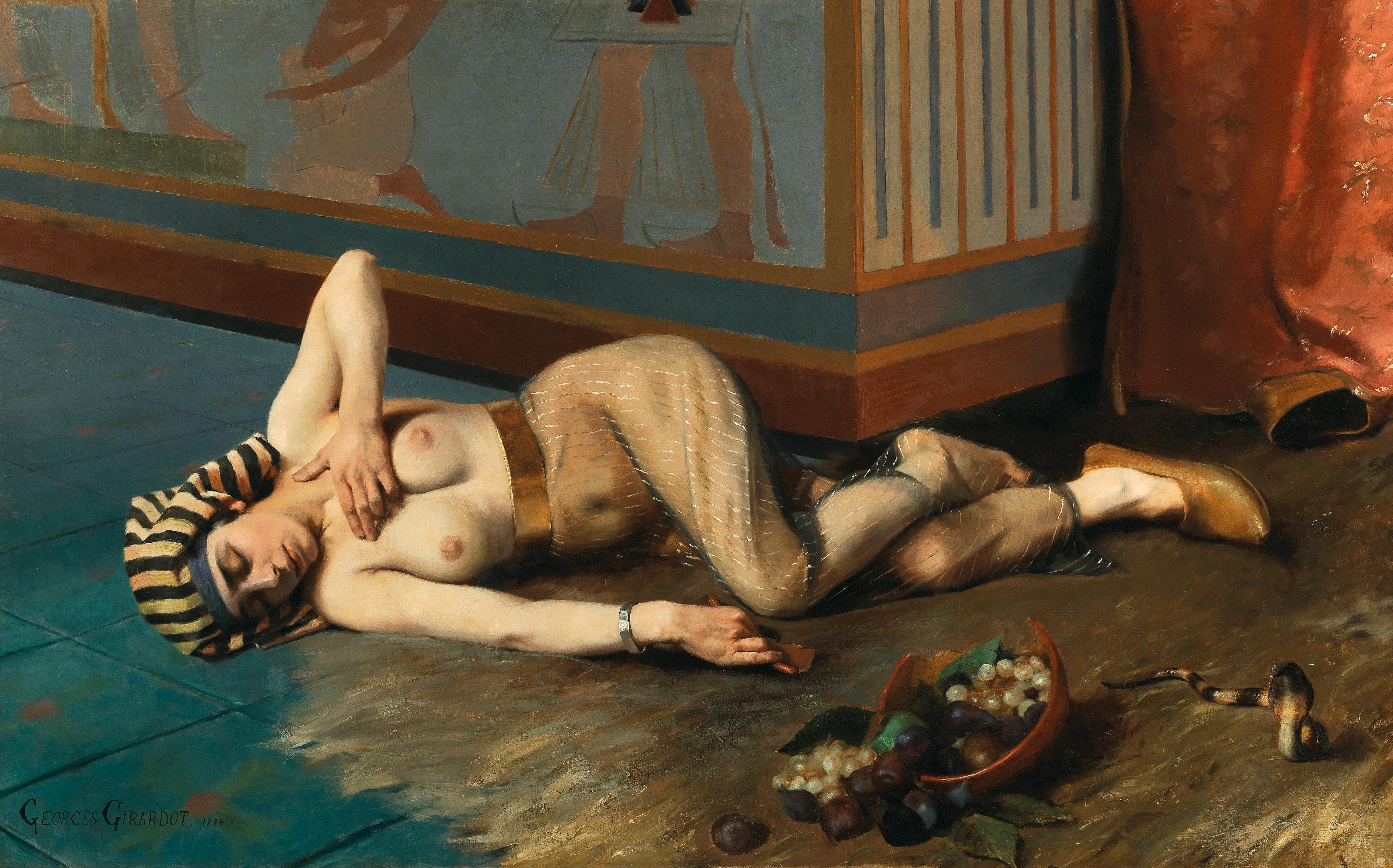
Клеопатра
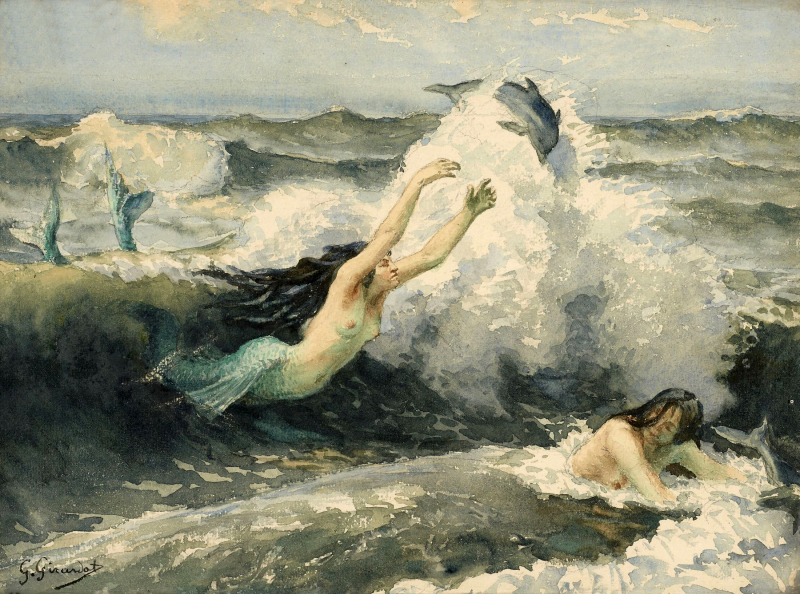
Сирены
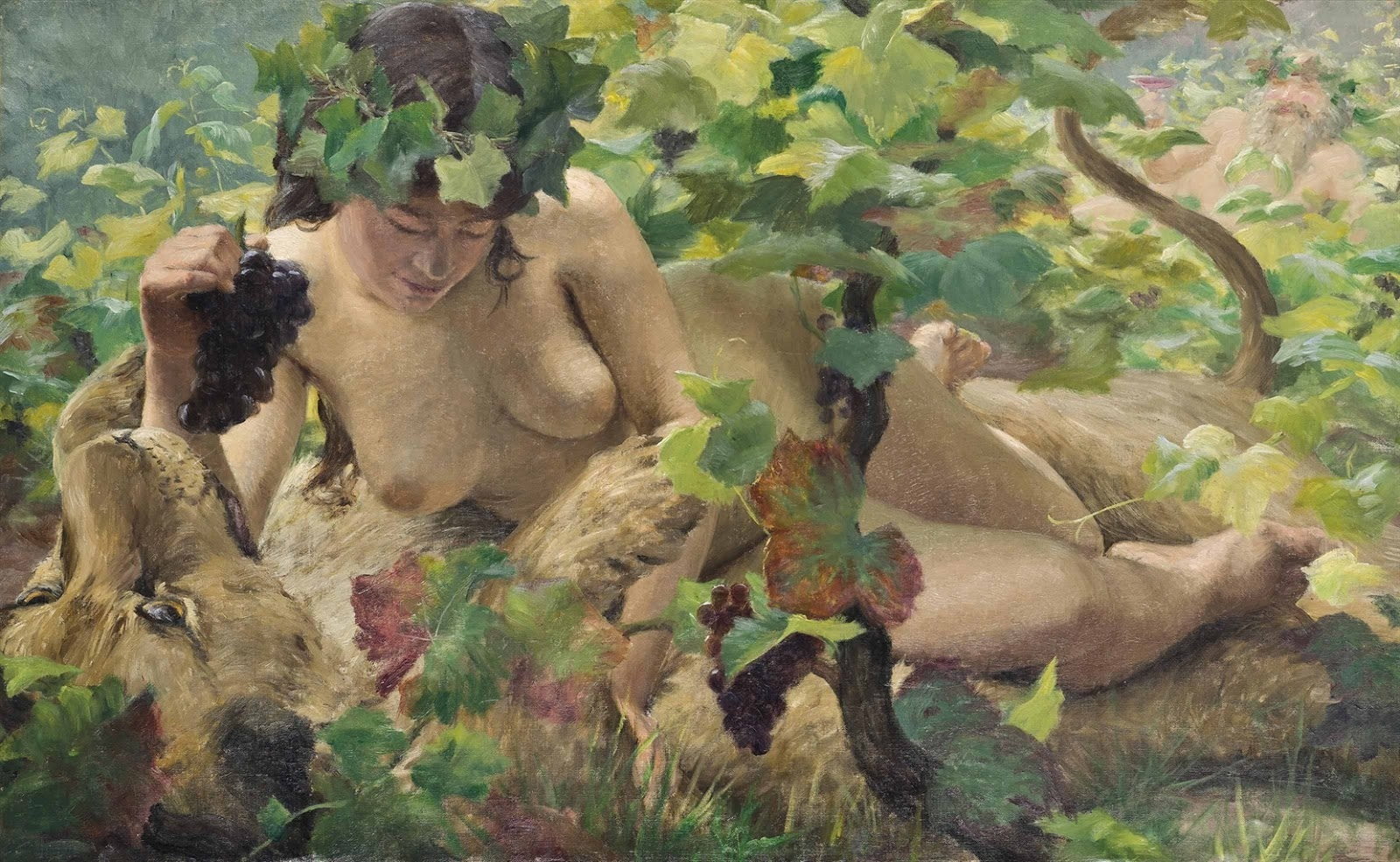
Эригона
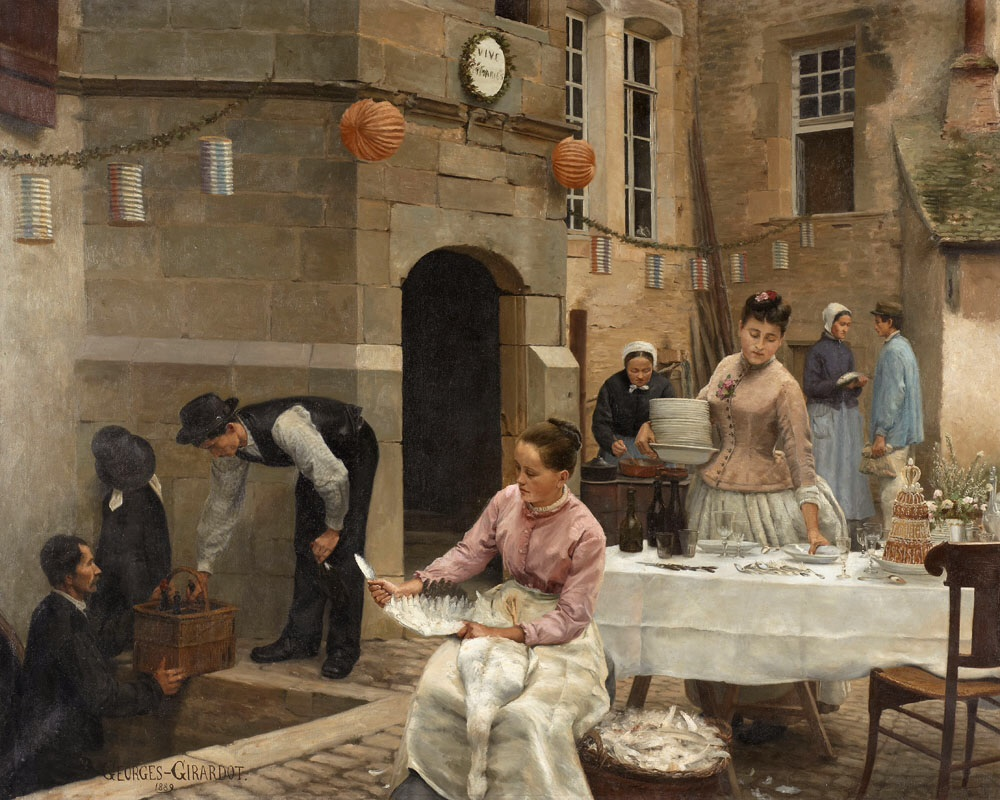
Перед свадьбой
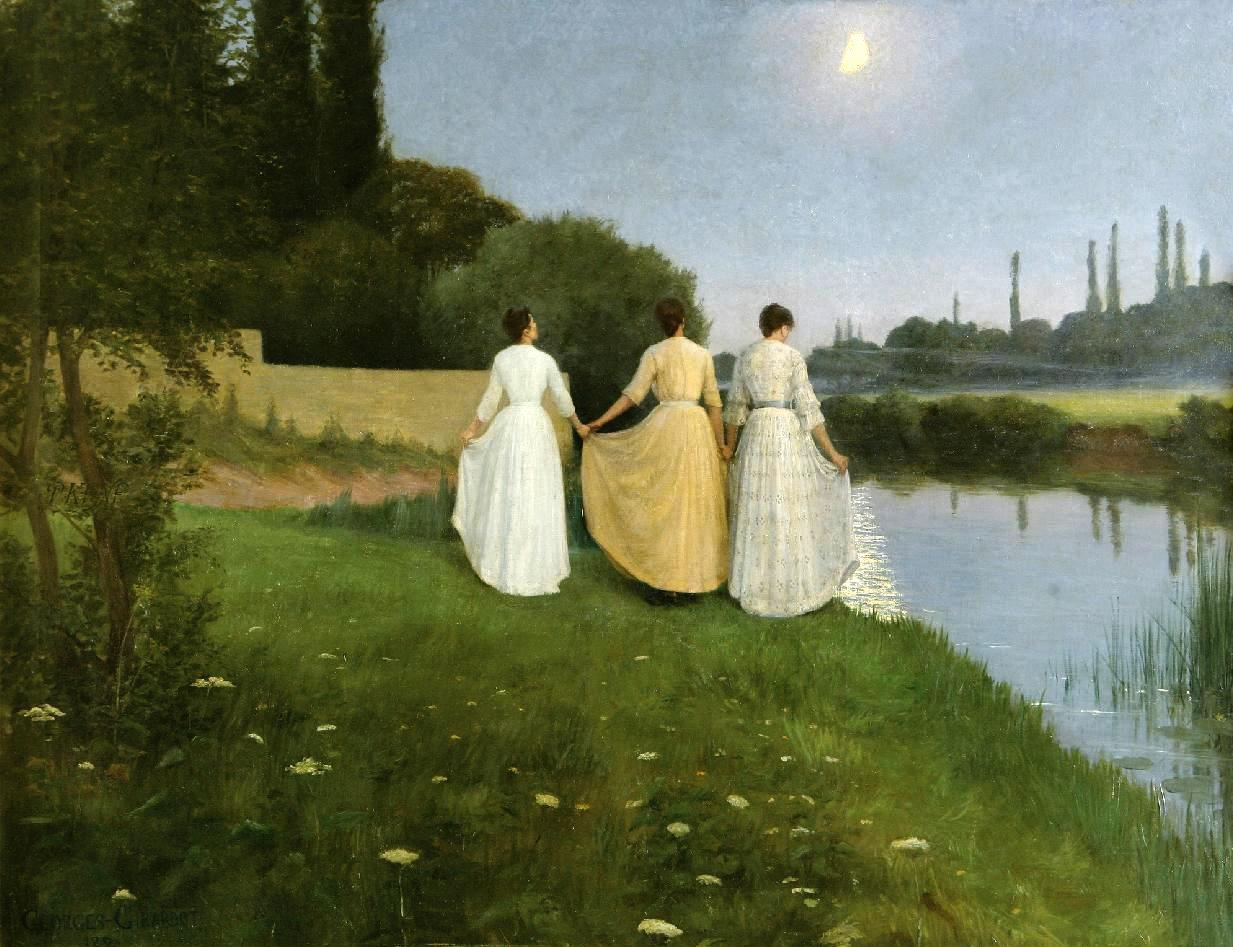
Сцена в лунном свете